# Wolf Klinz

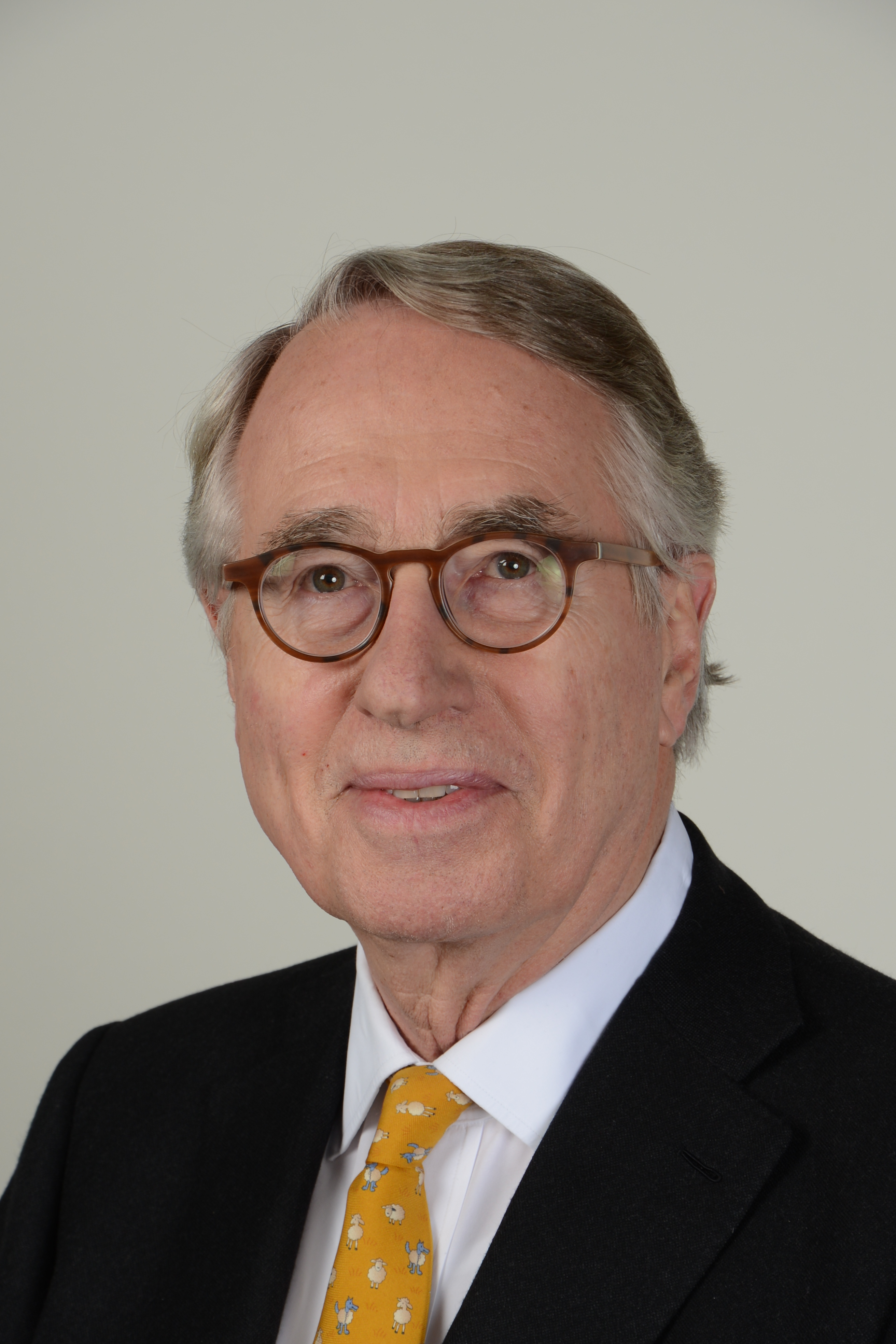
Wolf Klinz

Wolf Klinz (* 13. September 1941 in Wien) ist ein ehemaliger Europaabgeordneter für die FDP in der ALDE-Fraktion.
Wolf Klinz war Vorsitzender des Sonderausschusses zur Finanz-, Wirtschafts- und Sozialkrise (CRIS), ordentliches Mitglied im Ausschuss für Wirtschaft und Währung (ECON) und Stellvertreter für den Ausschuss für Verkehr und Fremdenverkehr (TRAN). Er war stellvertretender Vorsitzender der Delegation für die Beziehungen zu Kanada sowie Mitglied der Delegation für die Beziehungen zu den Ländern Südostasiens und der Vereinigung südostasiatischer Staaten (ASEAN).

## Leben
Wolf Klinz studierte Wirtschaftswissenschaften in Paris, Madrid und Berlin, 1963 erwarb er den Abschluss zum Diplom-Kaufmann an der Hochschule für Welthandel (heutige Wirtschaftsuniversität) in Wien, 1965 folgte dort die Promotion zum Dr. oec und 1966 erwarb er zusätzlich den MBA am INSEAD in Fontainebleau. Von 1966 bis 1970 war er Assistent und District Sales Manager in der Automobilindustrie im Vereinigten Königreich, in Deutschland und den Vereinigten Staaten. Im Anschluss daran folgte eine Beschäftigung bis 1981 als Projektleiter und Partner bei McKinsey & Company, Inc im Vereinigten Königreich, in Deutschland und Frankreich. Die nächsten drei Jahre war er Geschäftsführer der VEGLA Vereinigte Glaswerke GmbH in Deutschland. Von 1984 bis 1990 war er Mitglied der Konzernleitung von Landis & Gyr AG in der Schweiz.
Nach der Wiedervereinigung trat er 1990 in den Vorstand der Treuhandanstalt in Berlin ein. Nach Auflösung der Treuhandanstalt ging er als Vorstand in Industrieunternehmen des Anlagenbaus und der Prozessautomatisierung zurück. Von Ende 2000 bis 2004 war er ehrenamtlich Präsident der Industrie- und Handelskammer Frankfurt am Main und Vorsitzender der Arbeitsgemeinschaft Hessischer Industrie- und Handelskammern sowie Vorstandsmitglied des Deutschen Industrie- und Handelskammertages in Berlin. 2003 und 2004 war Wolf Klinz Vize-Präsident von Eurochambres in Brüssel. Von 2004 bis 2014 war er Abgeordneter des Europäischen Parlaments. Nachdem er bei der Europawahl 2014 den Wiedereinzug ins Europäische Parlament zunächst verfehlt hatte, rückte er am 6. November 2017 für seinen Parteifreund Michael Theurer nach, der sein Mandat wegen seiner Wahl in den Deutschen Bundestag niedergelegt hatte. Da er bei der Europawahl 2019 nicht mehr kandidiert hatte, schied er in der Folge aus dem Europäischen Parlament aus.

## Aufsichtsratsmandate
Mitglied des AR (Aufsichtsrates): AVECO AG, Union Investment Institutional (beide Frankfurt am Main), Vorsitzender des AR: GAP AG (German Apartment Properties), ebenfalls Frankfurt am Main.

## Auszeichnungen
Wolf Klinz erhielt 2003 die Ehrenmedaille der Goethe-Universität sowie 2004 die Ehrenplakette der IHK Frankfurt am Main. Weiterhin ist er seit 2005 Träger des Großen Silbernen Ehrenzeichens für Verdienste um die Republik Österreich. 2009 wurde er mit dem Verdienstkreuz am Bande der Bundesrepublik Deutschland ausgezeichnet. Am 1. September 2020 wurde Wolf Klinz zum Honorarprofessor für europäische Politik und internationales Management der Ukrainisch-Amerikanischen Concordia Universität (UACU) ernannt.